# Sant'Agata dei Goti (diaconia)
Il titolo cardinalizio di Sant'Agata dei Goti (in latino: Diaconia Sanctæ Agathæ in Urbe) fu eretto nella VI regione di Roma da papa Leone III con il nome di Sant'Agata in Diaconia (o del Caval di Marmo, in Equo Marmoreo, per la sua vicinanza ad una statua equestre di Giulio Cesare, o alla Suburra per il quartiere ove sorge la chiesa).
La chiesa su cui insisteva il titolo era di antichissime origini. Durante l'occupazione dei Goti, nel VI secolo, fu dedicata al culto ariano e abbellita, e, da quel momento in poi, fu conosciuta col nome di Sant'Agata de' Goti. Sorgeva nel luogo in cui oggi sono i giardini del Quirinale. Quando la chiesa andò in rovina, nella prima metà del XVI secolo, la diaconia cardinalizia fu trasferita alla chiesa di "Sant'Agata alla Suburra". Durante il pontificato di papa Pio XI il titolo, pur rimanendo nella chiesa della Suburra, venne rinominato in "Sant'Agata de' Goti".

## Titolari della Diaconia di Sant'Agata alla Suburra
- Giovanni, (1025 - 13 dicembre 1039 deceduto)[1]

...
- Oderisio di Sangro (1112 - circa 1137)

...
- Benedetto Caetani, titolo pro ha vice (22 settembre 1291 - 24 dicembre 1294 eletto Papa Bonifacio VIII
- Vacante (1294 - 1310)
- Bernard de Garves (19 dicembre 1310 - 18 dicembre 1316 nominato cardinale presbitero di San Clemente)
- Vacante (1310 - 1378)
- Galeotto Tarlati di Petramala (18 settembre 1378 - 1387 divenuto pseudocardinale diacono di San Giorgio in Velabro)
- Vacante (1387 - 1397)
  - Louis de Bar (21 dicembre 1397 - 2 luglio 1409 nominato cardinale presbitero dei Santi XII Apostoli), pseudocardinale dell'antipapa Benedetto XIII
- Vacante (1409 - 1470)
- Francesco Gonzaga, in commendam (1470 - 21 ottobre 1483 deceduto)
- Vacante (1483 - 1496)
- Bartolomé Martí, titolo pro hac vice (24 febbraio 1496 - 25 marzo 1500 deceduto)
- Ludovico Podocataro, titolo pro hac vice (5 ottobre 1500 - 25 agosto 1504 deceduto)
- Gabriele de' Gabrielli (17 dicembre 1505 - 11 settembre 1507), in commendam (11 settembre 1507 - 5 novembre 1511 deceduto)
- Vacante (1511 - 1517)
- Ercole Rangoni (6 luglio 1517 - 25 agosto 1527 deceduto)
- Pirro Gonzaga (27 gennaio 1528 - 28 gennaio 1529 deceduto)
- Francesco Pisani, in commendam (24 maggio 1529 - 9 gennaio 1545)
- Tiberio Crispo (9 gennaio 1545 - 20 novembre 1551); titolo pro hac vice (20 novembre 1551 - 18 maggio 1562 nominato cardinale presbitero di Santa Maria in Trastevere)
- Fulvio Giulio della Corgna, O.S.Io.Hieros., titolo pro hac vice (18 maggio 1562 - 7 febbraio 1565 nominato cardinale presbitero di Sant'Angelo in Pescheria)
- Giovanni Michele Saraceni, titolo pro hac vice (7 febbraio 1565 - 7 novembre 1565 nominato cardinale presbitero di Santa Maria in Trastevere)
- Giovanni Battista Cicala, titolo pro hac vice (7 novembre 1565 - 30 aprile 1568 nominato cardinale vescovo di Sabina)
- Tolomeo Gallio, titolo pro hac vice (14 maggio 1568 - 20 aprile 1587 nominato cardinale presbitero di Santa Maria del Popolo)
- Girolamo Mattei (20 aprile 1587 - 11 settembre 1587 nominato cardinale diacono di Santa Maria in Cosmedin)
- Benedetto Giustiniani (11 settembre 1587 - 20 marzo 1589 nominato cardinale diacono di Santa Maria in Cosmedin)
- Federico Borromeo seniore (20 marzo 1589 - 14 gennaio 1591 nominato cardinale diacono di San Nicola in Carcere)
- Carlo III di Lorena-Vaudémont (5 aprile 1591 - 24 novembre 1607 deceduto)
- Luigi Capponi (10 dicembre 1608 - 13 gennaio 1620 nominato cardinale diacono di Sant'Angelo in Pescheria)
- Vacante (1620 - 1623)
- Marco Antonio Gozzadini, titolo pro hac vice (23 maggio 1623 - 1º settembre 1623 deceduto)
- Ottavio Ridolfi, titolo pro hac vice (7 ottobre 1623 - 6 luglio 1624 deceduto)
- Francesco Barberini, Sr. (13 novembre 1624 - 24 novembre 1632 nominato cardinale diacono di San Lorenzo in Damaso)
- Antonio Barberini (24 novembre 1632 - 10 novembre 1642 nominato cardinale diacono di Santa Maria in Via Lata)
- Giulio Gabrielli il Vecchio (10 novembre 1642 - 13 maggio 1655 nominato cardinale diacono di Santa Maria in Via Lata)[2]
- Giovanni Stefano Donghi (14 maggio 1655 - 26 novembre 1669 deceduto)
- Friedrich von Hesse-Darmstadt (14 maggio 1670 - 19 febbraio 1682 deceduto)
- Girolamo Casanate (6 aprile 1682 - 16 settembre 1686 nominato cardinale presbitero dei Santi Nereo e Achilleo)
- Felice Rospigliosi (30 settembre 1686 - 9 maggio 1688 deceduto)
- Benedetto Pamphilj (17 maggio 1688 - 22 dicembre 1693 nominato cardinale diacono di Santa Maria in Via Lata)
- Carlo Bichi (22 dicembre 1693 - 7 novembre 1718 deceduto)
- Lorenzo Altieri (14 novembre 1718 - 24 luglio 1730 nominato cardinale diacono di Santa Maria in Via Lata)
- Carlo Colonna (24 luglio 1730 - 8 luglio 1739 deceduto)
- Carlo Maria Marini (15 luglio 1739 - 7 agosto 1741 nominato cardinale diacono di Santa Maria in Via Lata)
- Alessandro Albani (7 agosto 1741 - 11 marzo 1743 nominato cardinale diacono di Santa Maria ad Martyres)
- Agapito Mosca (11 marzo 1743 - 21 agosto 1760 deceduto)
- Girolamo Colonna di Sciarra (22 settembre 1760 - 18 gennaio 1763 deceduto)
- Prospero Colonna di Sciarra (24 gennaio 1763 - 20 aprile 1765 deceduto)
- Luigi Maria Torriggiani (22 aprile 1765 - 6 gennaio 1777 deceduto)
- Domenico Orsini d'Aragona (17 febbraio 1777 - 13 dicembre 1779 nominato cardinale diacono di Santa Maria in Via Lata)
- Andrea Negroni (13 dicembre 1779 - 17 gennaio 1789 deceduto)
- Raniero Finocchietti (30 marzo 1789 - 11 ottobre 1793 deceduto)
- Ludovico Flangini (21 febbraio 1794 - 2 aprile 1800 nominato cardinale presbitero di San Marco)
- Ercole Consalvi (20 ottobre 1800 - 28 luglio 1817 nominato cardinale diacono di Santa Maria ad Martyres)
- Agostino Rivarola (15 novembre 1817 - 3 luglio 1826 nominato cardinale diacono di Santa Maria ad Martyres)
- Vacante (1826 - 1829)
- Juan Francisco Marco y Catalán (21 maggio 1829 - 16 marzo 1841 deceduto)
- Vacante (1841 - 1847)
- Giacomo Antonelli (14 giugno 1847 - 13 marzo 1868); in commendam (13 marzo 1868 - 6 novembre 1876 deceduto)
- Frédéric de Falloux du Coudray (20 marzo 1877 - 12 maggio 1879 nominato cardinale diacono di Sant'Angelo in Pescheria)
- Giuseppe Pecci, S.I. (15 maggio 1879 - 8 febbraio 1890 deceduto)
- Vacante (1890 - 1894)
- Andreas Steinhuber, S.I. (18 maggio 1894 - 15 ottobre 1907 deceduto)
- Gaetano Bisleti (30 novembre 1911 - 1922, rinominazione della diaconia)

## Titolari della Diaconia di Sant'Agata de'Goti
- Gaetano Bisleti (1922 - 17 dicembre 1928), titolo pro hac vice (17 dicembre 1928 - 30 agosto 1937 deceduto)
  - Vacante (1937 - 1946)
- Konrad von Preysing Lichtenegg-Moos, titolo pro hac vice (18 febbraio 1946 - 21 dicembre 1950 deceduto)
- John Francis D'Alton, titolo pro hac vice (15 gennaio 1953 - 1º febbraio 1963 deceduto)
- Enrico Dante, titolo pro hac vice (25 febbraio 1965 - 24 aprile 1967 deceduto)
  - Vacante (1967 - 1969)
- Silvio Oddi (30 aprile 1969 - 30 giugno 1979), titolo pro hac vice (30 giugno 1979 - 29 giugno 2001 deceduto)
- Tomáš Špidlík, S.I. (21 ottobre 2003 - 16 aprile 2010 deceduto)
- Raymond Leo Burke (20 novembre 2010 - 3 maggio 2021), titolo pro hac vice dal 3 maggio 2021